# ليليا بريك
ليليا بريك (11 نوفمبر 1891 - 4 أغسطس 1978) كاتبة وممثلة روسية وعضو بارز في المجتمع وتعتبر الأخت الكبرى للكاتبة الفرنسية الروسية إلسا تريوليت.

## روابط خارجية
- ليليا بريك على موقع IMDb (الإنجليزية)
- ليليا بريك على موقع كينوبويسك (الروسية)